# フィラデルフィア染色体

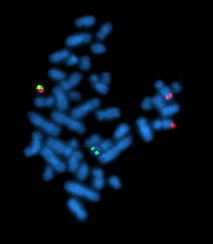
Ph染色体に見られる異常

フィラデルフィア染色体（フィラデルフィアせんしょくたい; Ph染色体）とは、慢性骨髄性白血病および一部の急性リンパ性白血病に見られる染色体の異常。22番染色体と9番染色体間での転座によって、c-ablとbcrという遺伝子が融合し、異常なタンパク質を生じる。造血幹細胞を無制限に増殖させるようになる。以前は急性リンパ性白血病や急性期転化した慢性骨髄性白血病の強力な予後不良因子であったが、現在は一部の点突然変異を起こしたものだけが予後不良とされている。

## 分子標的薬
この染色体により作られる酵素（abl-bcrチロシンキナーゼ）の働きを特異的に抑える分子標的薬が開発されている。その先鋒となり、慢性骨髄性白血病の治療を大きく進歩させたのがイマチニブ（商品名：グリベック）である。この薬は2001年に慢性骨髄性白血病の治療薬として日本国内での製造販売承認が取得され、その後2007年1月には急性リンパ性白血病の治療薬としても製造販売の追加承認が取得された。イマチニブに治療抵抗性又は忍容性のないフィラデルフィア染色体陽性白血病に対しては、2009年1月、新たにニロチニブ（商品名：タシグナ）が「イマチニブ抵抗性の慢性期又は移行期の慢性骨髄性白血病」治療薬として、またダサチニブ（商品名：スプリセル、2006年7月米国で承認、2006年11月EUで承認）が「イマチニブ抵抗性の慢性骨髄性白血病」および「再発又は難治性のフィラデルフィア染色体陽性急性リンパ性白血病」治療薬として、同時に日本国内での製造販売承認が取得された。
このほか、点突然変異{\displaystyle T315I}に対してはポナチニブ（商品名：アイクルシグ、2012年米国で承認、2013年EUで承認）が2016年9月に日本国内での製造販売承認が取得され、同年11月に発売された（2017年9月現在）。また、チロシンキナーゼを標的としたものではないが、このタイプの白血病にも有効とされるオマセタキシンメペスクシナート（商品名：Synribo）が米国で2012年10月に認可された。

## 薬剤耐性
フィラデルフィア染色体がさらに点突然変異を起こし薬剤に耐性を持つことがある。その場合、薬剤の増量・変更あるいは造血幹細胞移植などを行う必要がある。特に急性期転化したCMLやPh+ALLでは耐性を持ちやすいので適用可能であれば造血幹細胞移植を選択することが多い。点突然変異は30種類ほどが知られているが、中でも{\displaystyle T315I}というタイプは発現頻度が高く、最も難治性である。

## 歴史
フィラデルフィア染色体はペンシルベニア大学医学大学院のピーター・ノーウェルとフォックス・チェイス・がんセンターのデイビット・ハンガーフォードによって、1960年に発見された。染色体の名前は両機関があるフィラデルフィアから名付けられた。1973年にシカゴ大学のジャネット・ラウリーにより、転座による機構が特定された。

## 参照
1. ↑  Nowell P, Hungerford D. "A minute chromosome in chronic granulocytic leukemia." Science 1960;132:1497.
2. ↑  Rowley JD (1973). “Letter: A new consistent chromosomal abnormality in chronic myelogenous leukaemia identified by quinacrine fluorescence and Giemsa staining”. Nature 243 (5405):  290–3. doi:10.1038/243290a0. PMID 4126434.